# Alfred Lesbros
Alfred Lesbros (Montfavet, 1873 – 1940) è stato un pittore francese.
Pittore paesaggista provenzale, fece parte del Gruppo dei Tredici.

## Biografia
Alfred Lesbros (pron. Lebrò) nacque in un sobborgo di Avignone e fece i suoi primi studi alla Scuola di Belle arti della città. Frequentò poi diverse scuole d'arte e diversi atelier di maestri provenzali, come Jules Flour e Pierre Grivolas. Assieme ad altri pittori che contestavano la Società Valchiusana di Amici dell'Arte, venne a far parte del Gruppo dei Tredici.

Partecipò al Salon di Lione, e a Parigi al Salon degli indipendenti e al Salon d'Autunno.
Lesbros ha eseguito più di cento opere, oggi esposte nei musei e nelle collezioni pubbliche di Aix-en-Provence, Arles, Avignone, Marsiglia, Montpellier e Tournon-sur-Rhône. Il Museo Calvet di Avignone possiede di lui La Cour de la livrèe de Thury, Le Jardin e Promenade.
Lesbros subì l'influenza artistica delle correnti d'inizio secolo, dall'impressionismo al cubismo, che egli traspose sulle sue tele mutuandole con il suo temperamento tipicamente provenzale.  I suoi quadri sono in prevalenza paesaggi realizzati ad olio su tela o cartone, ma le tecniche che usava variavano spesso; in questo modo si può trovare la stessa veduta realizzata con tecniche differenti: puntinismo, realismo, sintetismo e persino astrattismo.
A partire dagli anni venti i suoi paesaggi sono colti nelle vicinanze di pochi paesi e borghi: Graveson, Barbentane, Villeneuve-lès-Avignon o la stessa Avignone.

Come per la sua nascita, si sa poco sulla data e sul luogo della sua morte. Scomparve, comunque, nel 1940 e fu sepolto nel cimitero di Montfavet.

## Alcune opere
- 1920 - La Tour Philippe Le Bel[1]
- 1926 - Porte de Roussillon avec les plantes sauvages o La Peau de la panthère[2]
- 1927 - Jardin du musée Calvet[3]
- 1927-1928 - Le Pont Saint-Bénezet aux galets,
- 1928 - Le Chemin à Villeneuve[4]
- 1932 - Rue Pente-Rapide à Avignon
- 1932 - La Vierge au jardin[5]
- 1936 - Le Tournant de Barbentane
- 1937 - Vallon des Grenadiers Sauvages
- 1937 - Le Pont Saint-Bénezet[6]
- 1937 - Le Jardin fleuri[7]
- 1938 - Le Vieux Moulin à Barbentane[8]
- 1939 - La Maison rose[9]
- La Cour de la livrée de Thury
- Le Jardin
- Promenade
- Maison en Provence

## Galleria d'immagini

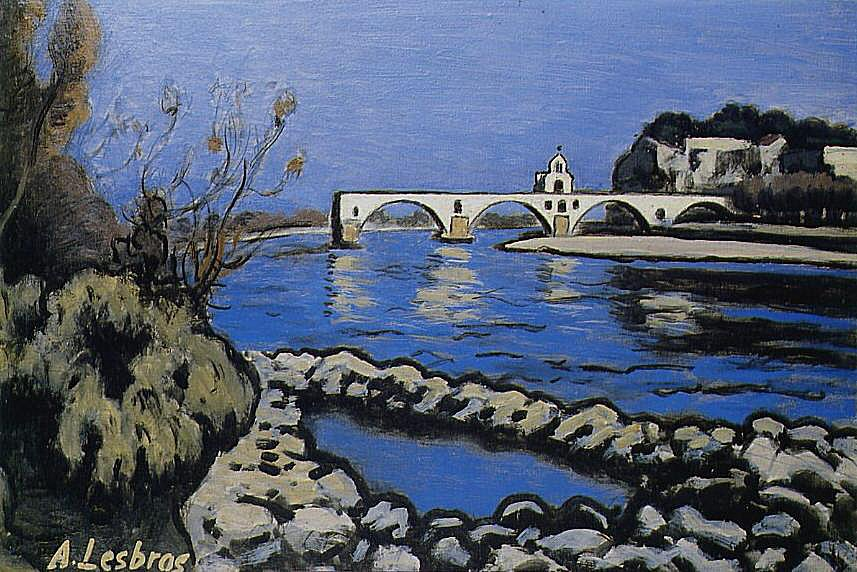
Avignone. Il ponte S. Bénezet sul Rodano
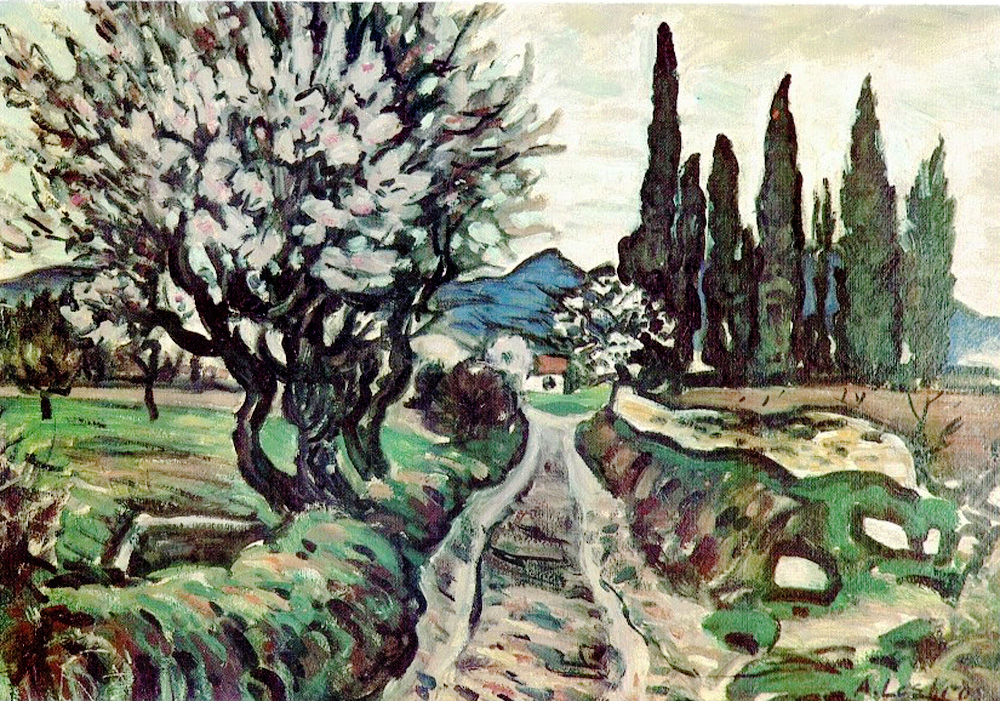
Paesaggio del Contado Venassino
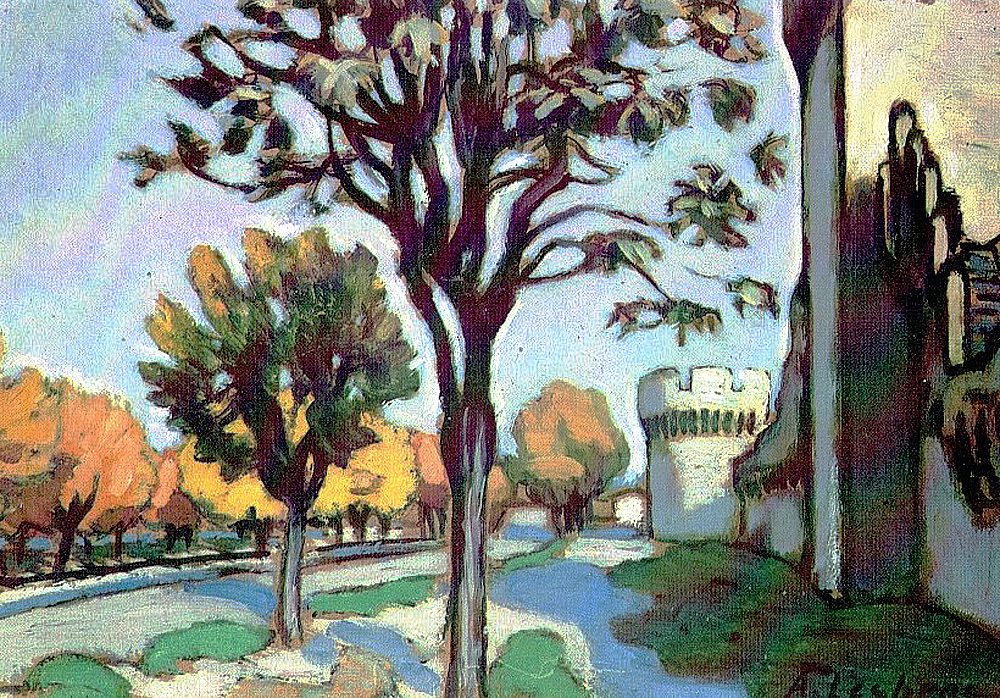
Le mura di Avignone

## Altri progetti

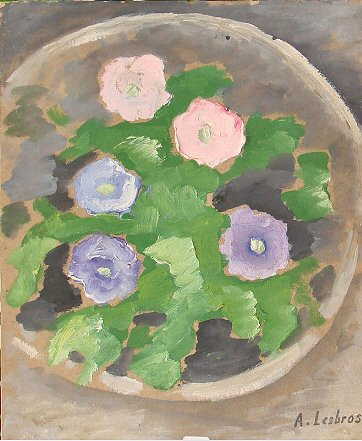
Ranuncoli